# Pleasure & Pain
Pleasure & Pain è il quinto album del gruppo R&B 112, pubblicato per la Def Soul nel 2005. I due singoli estratti sono stati i brani U Already Know e What If. La versione remix del brano What If vede la partecipazione del rapper Ja Rule.

## Tracce
1. Intro - 0:55
2. Let This Go - 3:58
3. What If - 5:22
4. U Already Know - 3:16
5. Damn - 3:42
6. Nowhere - 3:51
7. Last to Know - 3:58
8. I'm Sorry (Interlude) - 0:45
9. My Mistakes - 4:37
10. If I Hit (featuring T.I.) - 3:53
11. The Way (featuring Jermaine Dupri) - 3:21
12. We Goin' Be Alright - 1:33
13. Why Can't We Get Along - 4:14
14. That's How Close We Are - 3:53
15. Closing the Club (featuring Three 6 Mafia) - 4:00
16. What the Hell Do You Want - 5:23
17. God Knows - 5:04

## Singoli
1. U Already Know
2. What If